# ماتياس جارك
ماتياس جارك (بالألمانية: Matthias Jarke) (من مواليد 1952 في هامبورغ) هو عالم كمبيوتر ألماني.

## حياته وعمله
بعد حصوله على درجة الماجستير المزدوجة في علوم الكمبيوتر وإدارة الأعمال في جامعة هامبورغ بألمانيا، حصل على شهادة الدكتوراه في بحوث العمليات هناك في عام 1980. 1981 التحق ماتياس بمدرسة شتيرن للإدارة في جامعة نيويورك كأستاذ مساعد، حيث تلقى الترقية في وقت مبكر إلى أستاذ مشارك في عام 1983، وفي وقت مبكر من عام 1985. في عام 1986 عاد إلى ألمانيا كأستاذ لأنظمة الحوار في جامعة باساو، وانتقل إلى جامعة RWTH آخن كأستاذ في نظم المعلومات في عام 1991 من 1992-2000، شغل منصب رئيس قسم علوم الكمبيوتر في آخن.
ومنذ يناير 2000، أصبح المدير التنفيذي لمعهد فراونهوفر لتكنولوجيا المعلومات التطبيقية في سانكت أوغستين بالقرب من بون بألمانيا. في عام 2010، تم تعيينه أيضًا رئيسًا لمجموعة Fraunhofer ICT، وعضوًا في مجلس Fraunhofer الرئاسي. بميزانية أكثر من 220 مليون يورو. أكثر من 3.300 موظف، تعد مجموعة Fraunhofer ICT واحدة من أكبر منظمات الأبحاث التطبيقية في مجال تكنولوجيا المعلومات والاتصالات في أوروبا.
منذ عام 2002، كان جارك المدير المؤسس لمؤسسة B-IT التي تعزز تدويل التعليم الألماني في مجال علوم الكمبيوتر من خلال مركز بون آخن الدولي لتكنولوجيا المعلومات (B-IT). في عام 2008، تم تعزيز برامج الماجستير الدولية في المعلوماتية الإعلامية، والمعلوماتية في علوم الحياة، وأنظمة الحكم الذاتي من قبل كلية B-IT للأبحاث المتخصصة للتدريب على الدكتوراه، والتي تمولها ولاية شمال الراين وستفاليا.
كان جارك يحقق في إدارة البيانات الوصفية وجودة البيانات، والمتطلبات الهندسية، وهندسة نظم المعلومات مع التركيز على الأنظمة المتنقلة والتعاونية. شغل منصب عضو في فريق تنسيق «2020 RWTH-مبادرة المستقبل» في جامعة آخن، وبرنامج التميز للحكومة الاتحادية الألمانية، ونائبا لمنسق كتلة التميز بتمويل DFG على الترا عالية السرعة لمعلومات الجوال والاتصالات UMIC.
قام جارك بتأليف وتحرير أكثر من عشرين كتابا وأكثر من 300 منشور، كان رئيس تحرير مجلة إلسفير "نظم المعلومات لمدة عشر سنوات، ورئيس لبرنامج جميع المؤتمرات الدولية تقريبا وهي البرامج الرائدة في مجال قواعد البيانات ونظم المعلومات. وهو زميل من الجمعية الألمانية للمعلوماتية GI، وانتخب عام 2012 في الأكاديمية الوطنية الألمانية للهندسة والعلوم، وعمل في الفترة من 2000-2003 كمدير خزينة في GI، ثم تم انتخابه رئيسًا لجمعية GI لمدة فترتين متتاليتين 2004-2007. كما شغل أيضًا منصب المنسق العلمي لـ "علوم الكمبيوتر لعام 2006" الذي اختارت فيه الحكومة الفيدرالية الألمانية علوم الكمبيوتر للموضوع الأول والوحيد حتى الآن لسنواتها العلمية السنوية.